# E3 Prijs Harelbeke 1985
L'E3 Prijs Harelbeke 1985, ventottesima edizione della corsa, si svolse il 30 marzo su un percorso di 215 km, con partenza ed arrivo a Harelbeke. Fu vinta dall'australiano Phil Anderson della squadra Panasonic davanti ai belgi Jef Lieckens e Eddy Planckaert. Si trattò della prima vittoria di un corridore extraeuropeo nella storia della competizione.

## Ordine d'arrivo (Top 10)
| Pos. | Corridore         | Squadra                    | Tempo    |
| ---- | ----------------- | -------------------------- | -------- |
| 1    | Phil Anderson     | Panasonic                  | 5h33'12" |
| 2    | Jef Lieckens      | Lotto-Eddy Merckx          | a 15"    |
| 3    | Eddy Planckaert   | Panasonic                  | s.t.     |
| 4    | Étienne De Wilde  | Safir-Van De Ven           | s.t.     |
| 5    | William Tackaert  | Fangio-Ecoturbo-Eylenbosch | s.t.     |
| 6    | Eric Vanderaerden | Panasonic                  | a 35"    |
| 7    | Yvan Lamote       | Hitachi-Splendor-Sunair    | s.t.     |
| 8    | Patrick Versluys  | Hitachi-Splendor-Sunair    | s.t.     |
| 9    | Marc Sergeant     | Lotto-Eddy Merckx          | s.t.     |
| 10   | Sean Kelly        | Skil-SEM-KAS-Miko          | s.t.     |